# Hundheim (Bell, Hunsrück)
Das Dorf Hundheim liegt inmitten der Mittelgebirgslandschaft des Hunsrück in der Verbandsgemeinde Kastellaun im Rhein-Hunsrück-Kreis, Rheinland-Pfalz. Es gehört zu der Ortsgemeinde Bell (Hunsrück).

## Geographie

### Lage
Das Dorf ist von Höhen und Wäldern umgeben, die gegen die aus dem Norden und Südwesten kommenden Kaltwetter Schutz bieten. Es liegt unmittelbar an der Wasserscheide Mosel – Nahe im Einzugsgebiet der Nahe in einer mittleren Höhenlage von 460 m ü. NHN, hat durchschnittlich 700 mm Jahresniederschlag und 7,1 °C mittlere Jahrestemperatur. Inmitten der Feldflur liegt der Ort Hundheim am Hundheimer Bach (genannt Donau), der in nordöstlicher Richtung zum Külzbach hin das Dorf und die Flur entwässert.

### Nachbarorte
| Krastel und Wohnroth     | Bell                                        | Pydna und Kastellaun                            |
| Leideneck und Völkenroth | Kompassrose, die auf Nachbargemeinden zeigt | Schinderhannes-Radweg, Hasselbach und Alterkülz |
| Kappel                   | Goßberg und Wüschheim                       | Michelbach                                      |

### Infrastruktur
Das kleine Hunsrückdorf Hundheim liegt ca. 7 km südlich von Kastellaun und ca. 14 km nordwestlich von der Kreisstadt Simmern entfernt an der Kreisstraße 23. Die Anbindung an den überörtlichen Verkehr ist über die ca. 1 km vom Ort entfernte Hunsrückhöhenstraße (B 327) gegeben. Der Flughafen Hahn Airport befindet sich ca. 16 km in südlicher Richtung von Hundheim und ist über die Hunsrückhöhenstraße erreichbar. Das Ultraleichtfluggelände Bell-Hundheim liegt etwa 700 m östlich der Ortsmitte. Die nächstgelegenen größeren Bahnhöfe befinden sich in Koblenz, Bingen, Bad Kreuznach und Mainz. Im Nahbereich ist Hundheim gut an das Kastellauner Wandernetz angeschlossen und für Radfahrer über den 1 km östlich gelegenen Schinderhannes-Radweg erreichbar.

## Geschichte

### Altertum bis Mittelalter
Es lässt sich vermuten, dass schon die Kelten Niederlassungen in der Umgebung von Hundheim hatten. Sicher nachweisbar sind keltische Hügelgräber östlich von Hundheim in einem Waldstück der Birkenstruht sowie das nördlich gelegene Gräberfeld Fuchshohl mit dem dort gefundenen Wagengrab.
Auch in der Römerzeit hat es Niederlassungen in der Umgebung von Hundheim gegeben, wie die römischen Baureste in der Umgebung des Goßberges beweisen. Es wird dort eine Villa Rustica vermutet.
Etwa seit dem Jahre 400 n. Chr. wird die Römerherrschaft im linksrheinischen Gebiet durch die vordringenden Franken endgültig beendet. Sie haben auch die Dörfer neu besiedelt, beziehungsweise erst gegründet. Hundheim hat die für die ersten fränkischen Siedlungen charakteristische Endung -heim. So kann man die Dorfgründung im Zeitraum zwischen 500 und 700 n. Chr. annehmen.
Hundheim wird im Jahr 1220 in einer Bestandsaufnahme, dem Liber annalium des Erzbistums Trier genannt. Um das Jahr 1310, nach neueren Erkenntnissen des Landeshauptarchivs Koblenz wohl 1330–1335, wird der Ort unter dem Namen Huntheym im Sponheimischen Gefälleregister der Grafschaft Sponheim erwähnt.

### 18. bis 20. Jahrhundert
Mit der Besetzung des linken Rheinufers 1794 durch französische Revolutionstruppen während der Franzosenzeit wurde der Ort französisch. 1815 wurde durch den Wiener Kongress eine Neuordnung der Gebiete beschlossen und Hundheim dem Königreich Preußen zugeordnet.
Die 1840er Jahre waren europaweit durch Teuerung, Missernten und eine gewisse soziale Unruhe geprägt, so dass sich auch Hundheimer Bürger zur Auswanderung entschlossen, vor allem nach Brasilien in den Bundesstaat Rio Grande do Sul im Bereich des Rio Pardinho.
Seit 1946 ist Hundheim Teil des neu gegründeten Landes Rheinland-Pfalz. Bis 1974 war Hundheim eine eigenständige Gemeinde. Aufgrund von Gebietsreformen gehört das Dorf seit dem 17. März 1974 als Ortsbezirk zur Ortsgemeinde Bell.

### Kalter Krieg
In der Nachkriegszeit und zu Zeiten des Kalten Krieges wurden in der Umgebung von Hundheim mehrere NATO-Einrichtungen errichtet. Dazu wurde unter anderem der südlich im Grenzgebiet zu Wüschheim gelegene Goßberg 30 m tief ausgeschachtet, um einen atomsicheren Militärbunker hinein zu bauen. In dieses Bauwerk sollte nach der Fertigstellung die NATO-Beobachtungs- und Leitstelle Metro Tango (MT) umziehen und als Kommandostand für die in der Nähe gelegene Raketenbasis Pydna dienen. Der Goßberg ist heute acht Meter höher als vor dem Bau der Anlage, welche nach ihrer Fertigstellung allerdings nie in Betrieb genommen wurde.

### Die große Flut
Am Freitag, dem 16. Mai 1975, kam in den Nachmittagsstunden die große Flut: westlich von Hundheim ging nach einem Wolkenbruch so viel Regen nieder, dass der Ort innerhalb weniger Minuten zu zwei Dritteln überflutet war. Elf Feuerwehreinheiten aus den Nachbardörfern sowie Soldaten der nahe gelegenen US-amerikanischen Militärbasis B-Battery (zu dieser Zeit auf dem Gelände der Pydna stationiert), die mit Sandsäcken aushalfen, versuchten das Schlimmste zu verhindern. Als Folge durch das ablaufende Wasser in Richtung Külzbach wurden Straßenbrücken unterspült, in Alterkülz kamen mehrere Tausend Hühner eines Zuchtbetriebes ums Leben, in Neuerkirch watete der Besitzer eines Jahrmarktfahrbetriebes, der anlässlich der bevorstehenden Pfingstkirmes angereist war, bis zur Brust im Wasser und versuchte verzweifelt seine Anlagen zu schützen.

### Namensgebung
Die Ortschaft Hundheim, im örtlichen Dialekt Hundem, wird in einer Abgabenaufzeichnung der Grafschaft Sponheim in den Jahren 1330–1335 Huntheym genannt. In den Kirchenbüchern der evangelischen Gemeinde Bell erscheint der Dorfname bei einer ersten Taufeintragung vom 19. Februar 1570 als Honsheim. Später erscheint Hontam in den Kirchenbüchern. Der Name erklärt sich als Wohnstatt eines Hon oder Hun, eines Hundertschaftsführers. Bei den Franken wurden jeweils 100 Familien zu einer Honschaft als kleinster politischer Einheit zusammengefasst, und Hundheim ist offenbar der Mittelpunkt eines solchen Amtsbezirkes gewesen.

### Kirche
Hundheim hat keine eigenen Kirchen und ist daher kirchlich an Nachbargemeinden angeschlossen.

## Politik
Politisch wird der Ortsbezirk Hundheim vom Ortsbürgermeister und dem Ortsgemeinderat Bell vertreten, verfügt aber auch über einen eigenen Ortsbeirat und einen Ortsvorsteher. Der Ortsbeirat besteht aus drei Mitgliedern.
Ortsvorsteher ist Ulrich Franz.

## Wirtschaft
Die in dieser Region traditionelle Landwirtschaft gibt es kaum noch (der letzte Haupterwerbsbetrieb wurde 1992 eingestellt). Es gibt sechs Gewerbebetriebe, u. a. eine Firma, die Ultraleichtflugzeuge herstellt.

## Ortsbeschreibung und Besonderheiten

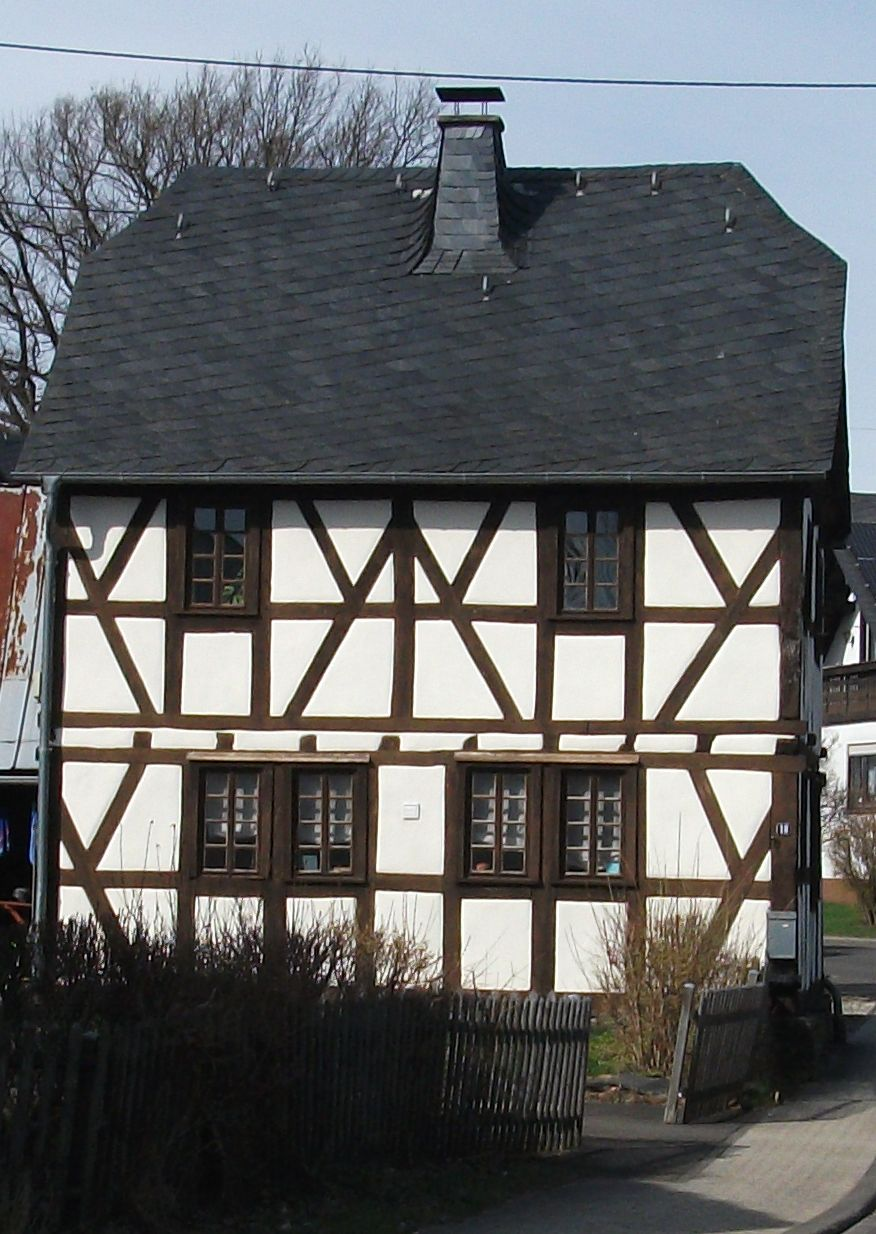
Fachwerkhaus Dorfstraße 18

Hundheims auffälligstes Gebäude ist das 1971 – 1972 (Einweihung erfolgte am 29. April 1972) erbaute und 2009 – 2011 renovierte Gemeindehaus im Mittelpunkt des Dorfes. Im Inneren des Gemeindehauses befindet sich eine Wandmalerei. Sie stellt das alte Rathaus (Rodes) dar, das etwas weiter südlicher stand und nach dem Bau des neuen Gemeindehauses abgerissen wurde. Die Glocke wurde im neuen Glockenturm eingebaut und wieder aktiviert (Glockeninschrift: „Zur Erinnerung an die Evakuierten aus Saarburg im Kriegsjahr 1944/45. Nr. 5152 Glockengießerei Mabilon und Co, Saarburg. Für die Gemeinde Hundheim Kreis Simmern 1950.“). Das Gemeindehaus wird und wurde immer vielseitig genutzt: Turnverein Hundheim 1930 e. V., Veranstaltungen der Landfrauen, des Feuerwehrverein Hundheim e. V. und des gemischten Chores Hundheim/Völkenroth (aufgelöst im Spätjahr 2010).
Das Kriegerdenkmal wird von zwei (ehemals drei) über 100 Jahre alten Eichen eingerahmt, die im Drei-Kaiser-Jahr 1888 gepflanzt worden waren. Die alte Pumpe des ehemaligen Wasserwerkes von Hundheim ist eine weitere historische Wegmarke.
Das aus dem 18. Jahrhundert stammende Fachwerkhaus mit Krüppelwalmdach in der Dorfstraße 18 ist in der Liste der Kulturdenkmäler in Rheinland-Pfalz verzeichnet.
Daneben besitzt Hundheim einen Flugplatz für Ultraleichtflugzeuge (UL-Sonderlandeplatz), der privat betrieben wird. Seit 2010 findet im Hangar dieses Flugplatzes jährlich am 30. April die Benefizveranstaltung Start in den Mai statt, bei der mehrere Bands (bis dato LH-Special, Dead Horse Gap,  Round the Corner und die Fliegerband RUNWAY22) unentgeltlich Live-Musik machen; alle Erlöse werden wohltätigen Zwecken gespendet.